# Élections sénatoriales de 2020 dans l'Eure
Les élections sénatoriales dans l'Eure ont lieu le dimanche 27 septembre 2020. Elles ont pour but d'élire les sénateurs représentant le département au Sénat pour un mandat de six années.

## Contexte départemental
Lors des élections sénatoriales de 2014 dans l'Eure, trois sénateurs ont été élus selon un mode de scrutin proportionnel.
Depuis, tous les effectifs du collège électoral des grands électeurs ont été renouvelés, avec les élections départementales de 2015, les élections régionales de 2015, les élections législatives de 2017 et les élections municipales de 2020.

## Sénateurs sortants
Les noms des sénateurs ne se représentant pas figurent en italique.
| Sénateur | Sénateur             | Parti | Fonctions lors de l'élection en 2014                   |
| -------- | -------------------- | ----- | ------------------------------------------------------ |
|          | Hervé Maurey         | LC    | Sénateur sortant, maire de Bernay                      |
|          | Nicole Duranton      | LR    | Conseillère régionale, conseillère municipale d'Évreux |
|          | Ladislas Poniatowski | LR    | Sénateur sortant, conseiller général                   |

## Présentation des listes et des candidats
Les nouveaux représentants sont élus pour une législature de 6 ans au suffrage universel indirect par les 1 824 grands électeurs du département. Dans l'Eure, les sénateurs sont élus au scrutin proportionnel plurinominal. Leur nombre reste inchangé, trois sénateurs sont à élire et cinq candidats doivent être présentés sur la liste pour qu'elle soit validée. Chaque liste de candidats est obligatoirement paritaire et alterne entre les hommes et les femmes. Plusieurs listes seront déposées dans le département. Elles sont présentées ici dans l'ordre de leur dépôt à la préfecture et comportent l'intitulé figurant aux dossiers de candidature.

### Europe Écologie Les Verts
| N° | Candidats | Candidats        | Parti | Principales fonctions                                   |
| -- | --------- | ---------------- | ----- | ------------------------------------------------------- |
| 01 |           | Laetitia Sanchez | EÉLV  | Conseillère régionale, maire de Saint-Pierre-du-Vauvray |
| 02 |           | Denis Szalkowski | DIV   | Maire de Saint-Éloi-de-Fourques                         |
| 03 |           | Fanny Flamant    | DIV   | Conseillère municipale de Vernon                        |
|    |           |                  |       |                                                         |
| 04 |           | Julien Buot      | EÉLV  |                                                         |
| 05 |           | Élisabeth Thévin | EÉLV  |                                                         |

### Union de la gauche
| N° | Candidats | Candidats       | Parti | Principales fonctions                                                   |
| -- | --------- | --------------- | ----- | ----------------------------------------------------------------------- |
| 01 |           | Timour Veyri    | PS    | Conseiller régional, conseiller municipal d'Évreux.                     |
| 02 |           | Martine Séguela | PS    | Conseillère municipale des Andelys                                      |
| 03 |           | Valéry Beuriot  | PCF   | Maire de Brionne                                                        |
|    |           |                 |       |                                                                         |
| 04 |           | Laurence Cléret | DVG   | Conseillère départementale, adjointe au maire de La Bonneville-sur-Iton |
| 05 |           | Gaëtan Levitre  | PCF   | Conseiller départemental                                                |

### Divers droite
| N° | Candidats | Candidats            | Parti | Principales fonctions                                                     |
| -- | --------- | -------------------- | ----- | ------------------------------------------------------------------------- |
| 01 |           | Sébastien Lecornu    | LREM  | Ministre, conseiller départemental, adjoint au maire de Vernon            |
| 02 |           | Nicole Duranton      | LR    | Sénatrice sortante, conseillère municipale d'Évreux                       |
| 03 |           | Pascal Lehongre      | LR    | Président du conseil départemental, conseiller municipal de Pacy-sur-Eure |
|    |           |                      |       |                                                                           |
| 04 |           | Perrine Forzy        | UDI   | Conseillère départementale                                                |
| 05 |           | Ladislas Poniatowski | LR    | Sénateur sortant                                                          |

### Divers
| N° | Candidats | Candidats           | Parti | Principales fonctions                                   |
| -- | --------- | ------------------- | ----- | ------------------------------------------------------- |
| 01 |           | Érick Montout       |       | Président fondateur de l'Association des Élus de France |
| 02 |           | Maryline Guimèse    |       |                                                         |
| 03 |           | Jean-Pierre Mapolin |       |                                                         |
|    |           |                     |       |                                                         |
| 04 |           | Mylène Saillard     |       |                                                         |
| 05 |           | Pierrick Chéron     |       |                                                         |

### Union des démocrates et indépendants - Les Républicains
| N° | Candidats | Candidats         | Parti | Principales fonctions                 |
| -- | --------- | ----------------- | ----- | ------------------------------------- |
| 01 |           | Hervé Maurey      | LC    | Sénateur sortant, conseiller régional |
| 02 |           | Kristina Pluchet  | LR    | Maire de Saussay-la-Campagne          |
| 03 |           | François Charlier | UDI   | Maire de Martot                       |
|    |           |                   |       |                                       |
| 04 |           | Pauline Moutonnet | UDI   | Maire des Bottereaux                  |
| 05 |           | Sylvain Boreggio  | LR    | Maire de La Couture-Boussey           |

### Rassemblement national
| N° | Candidats | Candidats           | Parti | Principales fonctions                                     |
| -- | --------- | ------------------- | ----- | --------------------------------------------------------- |
| 01 |           | Emmanuel Camoin     | RN    | Conseiller régional                                       |
| 02 |           | Fabienne Delacour   | RN    | Conseillère régionale, conseillère municipale des Andelys |
| 03 |           | William Bertrand    | RN    | Conseiller municipal de Pont-de-l'Arche                   |
|    |           |                     |       |                                                           |
| 04 |           | Katiana Levavasseur | RN    | Conseillère municipale du Neubourg                        |
| 05 |           | William Thiery      | RN    | Conseiller municipal de Val-de-Reuil                      |

## Résultats
| Tête de liste                                                                             | Tête de liste            | Liste                              | Voix  | %     | Sièges |
| ----------------------------------------------------------------------------------------- | ------------------------ | ---------------------------------- | ----- | ----- | ------ |
|                                                                                           | Hervé Maurey             | Union de la droite (LC - LR - UDI) | 953   | 49,77 | 2      |
| Unis pour nos communes et la ruralité                                                     |                          |                                    | 953   | 49,77 | 2      |
|                                                                                           | Sébastien Lecornu        | Divers centre (LREM - UDI - LR)    | 589   | 30,76 | 1      |
| Ensemble pour l'Eure                                                                      |                          |                                    | 589   | 30,76 | 1      |
|                                                                                           | Timour Veyri             | Union de la gauche (PS - PCF)      | 306   | 15,98 | 0      |
| L'Eure en commun                                                                          |                          |                                    | 306   | 15,98 | 0      |
|                                                                                           | Laetitia Sanchez         | Europe Écologie Les Verts          | 45    | 2,35  | 0      |
| Changeons d'Eure                                                                          |                          |                                    | 45    | 2,35  | 0      |
|                                                                                           | Emmanuel Camoin          | Rassemblement national             | 21    | 1,10  | 0      |
| Liste localiste présentée par le Rassemblement national pour le rééquilibrage territorial |                          |                                    | 21    | 1,10  | 0      |
|                                                                                           | Érick Montout            | Divers                             | 1     | 0,05  | 0      |
| Alliance des élus de l’Eure                                                               |                          |                                    | 1     | 0,05  | 0      |
|                                                                                           |                          |                                    |       |       |        |
| Votes valides                                                                             | Votes valides            | Votes valides                      | 1 915 | 99,27 |        |
| Votes blancs                                                                              | Votes blancs             | Votes blancs                       | 5     | 0,26  |        |
| Votes nuls                                                                                | Votes nuls               | Votes nuls                         | 9     | 0,47  |        |
| Total                                                                                     | Total                    | Total                              | 1 929 | 100   | 3      |
| Abstention                                                                                | Abstention               | Abstention                         | 7     | 0,36  |        |
| Inscrits / participation                                                                  | Inscrits / participation | Inscrits / participation           | 1 936 | 99,64 |        |

### Sénateurs élus
Liste des sénateurs élus : Hervé Maurey, Kristina Pluchet et Sébastien Lecornu (remplacé par Nicole Duranton le temps de sa présence au gouvernement).